# The Very Best of Todd Rundgren
The Very Best of Todd Rundgren, es un disco recopilatorio de Todd Rundgren, donde se reunían algunos de los éxitos más grandes de éste gran cantautor (ya que hay otros sencillos de Rundgren que han tenido más éxito como "Time Heals" del álbum "Healing") desde sus inicios como solista hasta 1989, y un paso por algunos éxitos de "Utopía" editado y publicado en el año 1997. 

## Otros Datos
- Fecha de Lanzamiento: 29 de julio de 1997
- Compañía: Rhino Entertainment
- Productor: Todd Rundgren

## Curiosidades
- Can We Still Be Friends, fue motivo de un cover en la banda "Sui Generis" ("Yo Soy Tu Papá" del disco "Sinfonías Para Adolescentes")

## Listado de canciones
- "We Gotta Get You A Woman" ("Vamos a conserguirte una mujer" proveniente del disco "Runt")
- "Be Nice To Me" ("Se simpática conmigo" de "Runt: The Ballad of Todd Rundgren")
- "I Saw The Light" ("Vi la luz" de "Something/Anything?")
- "Hello, It's Me" ("Hola, soy yo" del mismo origen del anterior)
- "Couldn't I Just Tell You" ("Simplemente no pude contarte" del mismo)
- "Just One Victory" ("Solo una victoria" de "A Wizard, A True Star")
- "A Dream Goes On Forever" ("Un sueño se va para siempre" de "Todd (album)")
- "Real Man" ("Un Hombre de verdad" de "Initiation")
- "Love Of The Common Man" ("El amor del hombre común" de "Faithful")
- "Love Is The Answer" ("El amor es la respuesta" de "Oops!, Wrong Planet" de "Utopia (banda)")
- "Love In Action" ("Amor en Acción" del mismo origen del anterior")
- "Can We Still Be Friends" ("¿Podemos seguir siendo amigos?" de "Hermit of Mink Hollow")
- "The Very Last Time" ("El momento final" de "Adventures In Utopia" de "Utopía")
- "Bang On The Drum All Day" ("Tocar la batería todo el día" de "The Ever Popular Tortured Artist Effect")
- "Something to Fall Back On" ("Algo en que apoyarse" de "A Capella (album)")
- "The Want Of A Nail ("La necesidad de un clavo" de "Nearly Human")

- Datos: Q6145448